# Neophyllaphis michelbacheri
Neophyllaphis michelbacheri  (лат.) — вид архаичных тлей рода Neophyllaphis из подсемейства Neophyllaphidinae. Эндемик Чили.

## Описание
Мелкие насекомые, длина 1,8 мм. Тело беловато-серое, грудь и брюшко покрыты светлым восковым налётом. Усики 6-члениковые, короче чем тело. Монофаги, питаются на молодых хвойных растениях Pilgerodendron uviferum и Podocarpus nubigena (Podocarpaceae, Чили). Половые крылатые особи появляются в январе
.